# Anchicubaris annobonensis
Anchicubaris annobonensis là một loài chân đều trong họ Armadillidae. Loài này được Schmalfuss & Ferrara miêu tả khoa học năm 1983.